# Oberdiessbach
Oberdiessbach es una comuna suiza del cantón de Berna, situada en el distrito administrativo de Berna-Mittelland. Limita al norte con la comuna de Freimettigen, al este con Linden, al sureste con Buchholterberg, al sur con Bleiken bei Oberdiessbach y Herbligen, al oeste con Wichtrach, y al noroeste con Häutligen.
A partir del 1 de enero de 2010, la comuna incluye el territorio de la antigua comuna de Aeschlen bei Oberdiessbach, luego de que la población de ambas localidades aprobara la fusión de las mismas. Hasta el 31 de diciembre de 2009 estuvo situada en el distrito de Konolfingen.

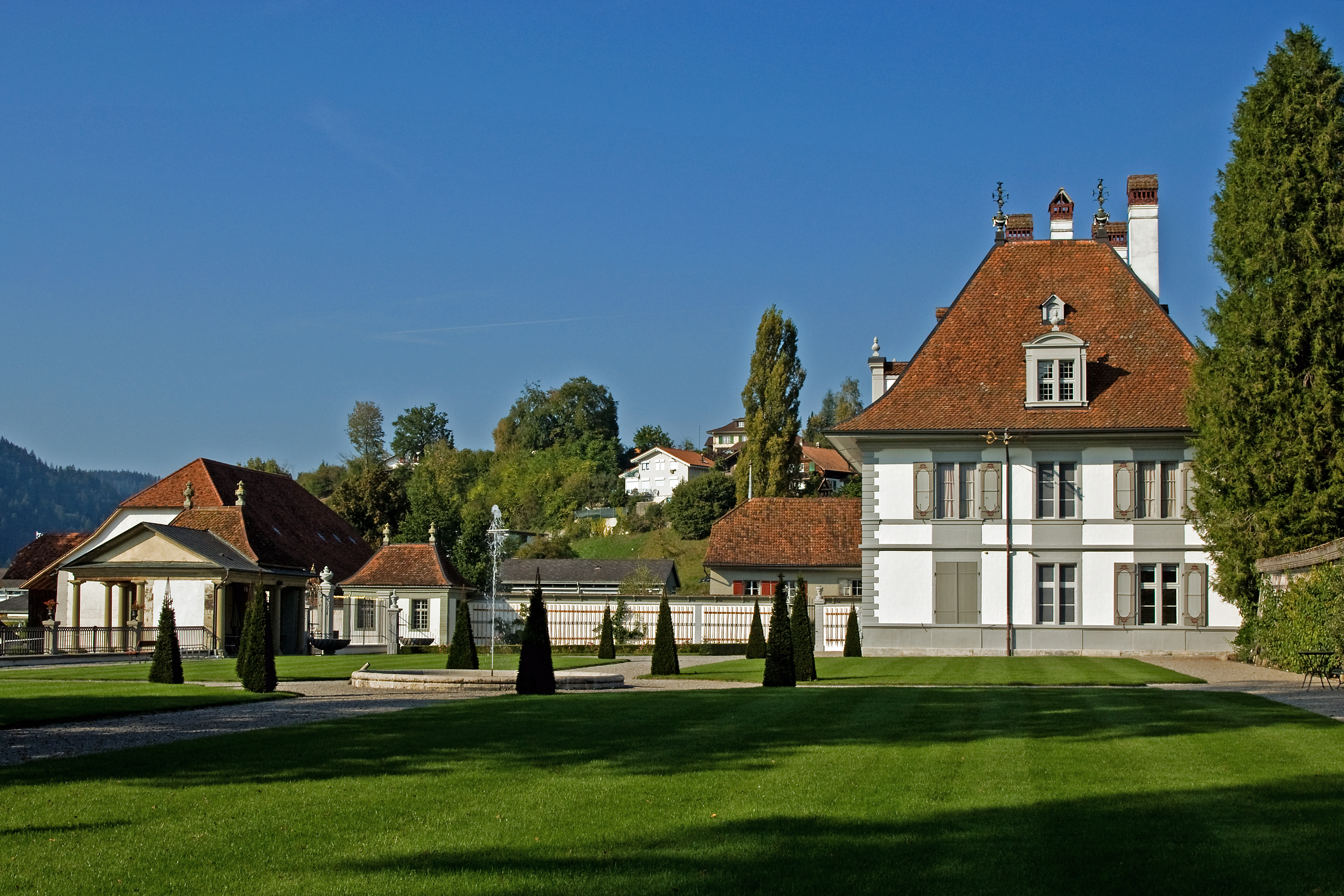
Nuevo Castillo de Oberdiessbach.